# Murdo
La ville de Murdo est le siège du comté de Jones, situé dans le Dakota du Sud, aux États-Unis. Sa population était de 488 habitants au recensement de 2010. La municipalité s'étend sur 0,63 milles carrés (1,63 km2).
Fondée en 1905, la ville est nommée en l'honneur de Murdo McKenzie (en), gérant de ranchs dans l'ouest du Dakota du Sud.

## Démographie
| 1910 | 1920 | 1930 | 1940 | 1950 | 1960 |
| ---- | ---- | ---- | ---- | ---- | ---- |
| 372  | 500  | 619  | 680  | 739  | 783  |

| 1970 | 1980 | 1990 | 2000 | 2010 | - |
| ---- | ---- | ---- | ---- | ---- | - |
| 865  | 723  | 679  | 612  | 488  | - |